# Macintosh Toolbox
El Macintosh Toolbox es un conjunto de APIs con un mecanismo de acceso particular. Estas APIs implementan varias de las características de alto nivel de Mac OS.
El Toolbox consiste en una serie de "gestores" responsables de generar los gráficos en pantalla (componentes de software como QuickDraw), y el Gestor de Menú, que mantiene las estructuras de datos que describen la barra de menús.
- Datos: Q1423935